# Ćma (album)
Ćma – ósmy album studyjny Reni Jusis. Wydawnictwo ukazało się 21 września 2018 nakładem wytwórni muzycznej Sony Music Entertainment Poland.
Album zadebiutował na 31. miejscu polskiej listy przebojów – OLiS.

## Lista utworów
Opracowano na podstawie materiału źródłowego.
1. "Tyyyle miłości" (sł. Reni Jusis, muz. Stendek, Reni Jusis) – 4:55
2. "Ćma" (sł. Weronika Lewandowska, muz. Stendek, Reni Jusis) – 4:16
3. "Bez filtra" (sł. Weronika Lewandowska, Reni Jusis, muz. Stendek, Reni Jusis) – 5:11
4. "So Far" (gościnnie: MaJLO, sł. Asia Bieńkowska, muz. Stendek, Reni Jusis) – 4:47
5. "Aureola" (sł. Gaba Kulka, muz. Stendek, Reni Jusis) – 5:16
6. "Zabierz mnie na pustynię bez postów" (sł. Jacek Szymkiewicz, Reni Jusis, muz. Stendek, Reni Jusis) – 4:22
7. "Święta wojna" (sł. Reni Jusis, muz. Stendek, Reni Jusis) – 4:11
8. "To tylko podróż" (sł. Jacek Szymkiewicz, muz. Stendek, Reni Jusis) – 4:53
9. "Jeżeli porcelana to wyłącznie taka" (gościnnie: Jakub Gierszał, sł. Stanisław Barańczak, muz. Stendek, Reni Jusis) – 5:22
10. "Ćma (The Wishes Remix)" (sł. Weronika Lewandowska, remix: The Wishes) – 3:45
11. "Ćma (Gromee Remix)" (sł. Weronika Lewandowska, remix: Gromee) – 4:45
12. "Ćma (Zawadzki Remix)" (sł. Weronika Lewandowska, remix: Zawadzki) – 4:02
13. "Ćma (Atari WU Remix)" (sł. Weronika Lewandowska, remix: Atari WU) – 3:54

## Twórcy
Opracowano na podstawie materiału źródłowego.
- Reni Jusis – produkcja, muzyka, słowa, śpiew
- Kuba Staruszkiewicz – perkusja
- Tomasz Makowiecki – instrumenty klawiszowe
- Michał Przytuła – instrumenty klawiszowe, gitara, miksowanie, mastering, produkcja
- Łukasz Murgrabia – zdjęcia
- Stendek – produkcja
- MaJLO – śpiew